# Ina Delčeva
Ina Delčeva (in bulgaro Ина Делчева?; trasl. angl.: Ina Delcheva; Plovdiv, 20 luglio 1977) è un'ex ginnasta bulgara, specializzata nella ginnastica ritmica, vincitrice della medaglia d'argento a squadre ai Giochi olimpici di Atlanta 1996.

## Palmarès
- Giochi olimpici

Atlanta 1996: argento a squadre.
- Campionati mondiali

Parigi 1994: bronzo a squadre.
Budapest 1996: oro a squadre.